# Alaptus pallidornis
Alaptus pallidornis is een vliesvleugelig insect uit de familie Mymaridae. De wetenschappelijke naam is voor het eerst geldig gepubliceerd in 1856 door Förster.